# Lumawigia gibbicephala
Lumawigia gibbicephala – gatunek chrząszcza z rodziny bogatkowatych, podrodziny Agrilinae i plemienia Coraebini.

## Taksonomia
Gatunek ten został opisany w 2005 roku przez Charlesa L. Bellamy i umieszczony w nowym rodzaju Lumawigia, jako jego gatunek typowy.

## Opis
Bogatkowaty ten ma ciało długości 14 mm. Od Lumawigia leytensis różni się głową i przedpleczem czarnymi z niebieskim połyskiem, a pokrywami fioletowymi.

## Występowanie
Gatunek ten jest endemitem Filipin, znanym dotąd jedynie z wyspy Luzon.